# Metal Gear Rising: Revengeance
 (mars 2017).
Si vous disposez d'ouvrages ou d'articles de référence ou si vous connaissez des sites web de qualité traitant du thème abordé ici, merci de compléter l'article en donnant les références utiles à sa vérifiabilité et en les liant à la section « Notes et références ».
Metal Gear Rising: Revengeance est un jeu vidéo de type beat them all développé par Platinum Games et édité par Konami en février 2013 sur PlayStation 3 et Xbox 360, puis en janvier 2014 sur PC. Cet opus a pour héros Jack alias Raiden.
La trame scénaristique se déroule 4 ans après Metal Gear Solid 4.
Bien que le jeu se déroule après Metal Gear Solid 4: Guns of the Patriots, cet épisode ne fait pas partie de la chronologie officielle de la série, il s'agit d'un dérivé à la série. Il comporte encore quelques éléments d'infiltration et se démarque de ses prédécesseurs en prenant la forme d'un beat them all survolté, dont le gameplay est basé sur des découpes gérées librement et en temps réel.
Le précédent slogan de la série, « Tactical Espionage Action », a été remplacé par « Lightning Bolt Action ». En effet le jeu s'éloigne du côté infiltration / espionnage que la franchise propose jusqu'alors.

## Développement

L'ancien logo avant que Platinum Games ne reprenne le développement.

Le jeu a été annoncé par Hideo Kojima lors de la conférence de presse de Microsoft à l'E3 2009, et présenté plus en détail lors de la conférence de presse de Konami. Quelques semaines avant l'annonce officielle, Kojima Productions avait lancé un site internet pourvu d'un compte à rebours, et qui montrait divers lettres et chiffres, ainsi que deux images de personnages, Big Boss et Raiden. Hideo Kojima ne s'implique pas beaucoup dans le développement du jeu et privilégie l'épisode Metal Gear Solid: Peace Walker.
Lors de l'E3 2010, une bande-annonce montre pour la première fois des phases de jeu.
L'univers est futuriste comme dans Metal Gear Solid 4 mais le côté action est mis plus en avant.
Après avoir créé le « Tactical Espionage Action » (Espionnage et Action Tactique) avec la série des Metal Gear, le « High Speed Robotic Action » (Action Robotique Ultra-rapide) avec la série des Zone of the Enders, le groupe de Kojima invente un nouveau genre de jeu : le « Lightning Bolt Action » qui pourrait se traduire par « Action Éclair ». L'innovation de ce titre ne réside pas uniquement dans le gameplay, mais aussi dans une innovation technologique qui selon les développeurs permettraient de concevoir un environnement dans lequel il serait possible de trancher le moindre élément avec une grande précision.
C'est lors des Video Games Awards 2011 qu'il est annoncé que le développement du jeu est repris par Platinum Games (Vanquish, Bayonetta). Le jeu aurait été annulé pendant une courte période avant que Platinum ne se porte volontaire pour reprendre le projet. Kojima Productions reste cependant aux commandes des scènes de transition et de l'histoire. C'est également à ce salon que le jeu change de nom, et passe de « Metal Gear Solid: Rising » à « Metal Gear Rising: Revengeance ».

## Synopsis
En 2018, quatre ans après la chute des Patriotes, Raiden travaille désormais pour une Société de Sécurité Militaire Privée appelée « Maverick Security Consulting ». Alors que le monde est censé s’être sorti de ces conflits civils, il subit de nouvelles attaques provenant de groupuscules robotisés. Un puissant cyborg, Samuel Rodriguez, dit "Sam", parvient même à assassiner le Premier ministre N'Mani qui était escorté et sous la protection de Raiden en Afrique. Sam accuse Raiden de n’être qu’un hypocrite assoiffé de sang et tente de l’assassiner à son tour.

Rapidement, une enquête révèle que Sam travaille pour une SMP dénommée « Desperado Enforcement LLC » qui a entamé l’invasion de la capitale de la République d’Abkhazie, où se mêlent les intérêts américano-russes. On demande à la société Maverick Security d’envoyer une force militaire pour permettre une libération sans concession de la capitale. Raiden, alors doté d'un nouveau corps reprend du service et prépare sa revanche.

## Système de jeu
Le jeu se base sur une action frénétique qui met Raiden face à de nombreux adversaires. Le système de combat est structuré autour de deux facettes très différentes mais complémentaires.
Le système dit « classique » s'apparente au beat them all, proposant au joueur différentes actions, comme la parade, l'esquive, le coup rapide, le coup puissant, le saut. La combinaison et l'enchainement de ces différentes actions permet d'effectuer différents combos afin d'affaiblir ou de tuer les ennemis.

Ce système évolue tout au long du jeu, le joueur débloquant de nouveaux mouvements, de nouvelles armes et de nouvelles capacités, qu'il doit gérer et utiliser au mieux selon sa façon d'appréhender les affrontements.
Parallèlement à cette approche classique des combats se trouve le "Mode katana" mis en avant par Kojima Productions et Platinum Games.

Ce système fait basculer le jeu en slow motion (pour peu que la jauge limitant ce mode soit remplie, dans le cas inverse le déroulement de l'action reste le même), et la caméra vient se fixer dans le dos de Raiden, au-dessus de son épaule droite, à la manière d'un TPS.

Le joueur peut alors gérer lui-même l'angle et la localisation du sabre de Raiden et donc diriger lui-même les découpages. Le moteur du jeu gère les découpes en temps réel, ainsi il devient possible de décider la façon dont on va découper un adversaire ou un élément du décor.

Une fois ce mode activé, le joueur dirige la localisation de la découpe avec le stick gauche de la manette, et l'angle de la découpe avec le stick droit.
Un autre mode, débloqué en cours de jeu, est le mode Éventreur (éventreur), dont le nom est tiré de son surnom "Jack the Ripper" (Jack l’éventreur). Le mode se manifeste par une aura rougeoyante encerclant le personnage qui fait alors preuve d'une cruauté sans pareille. Raiden peut alors bénéficier du Mode katana en illimité (l'activation du mode dévorant toute sa jauge de PAC) et frappe plus violemment.
Ces deux approches des combats s'emboîtent. Certains ennemis plus coriaces que les cyborgs de base sont en effet insensibles au Mode katana s'ils n'ont pas été affaiblis au préalable. Il faut alors les combattre de façon précise et faire face à leurs attaques pour rendre sensible soit une partie de leur corps, soit leur corps tout entier.
Selon les adversaires, la stratégie peut beaucoup varier.
Comme évoqué plus haut, le Mode katana est limité par une jauge d'énergie. Pour remplir cette jauge, Raiden doit découper ses adversaires et retirer leur colonne vertébrale, contenant ce dont son corps de cyborg à besoin pour fournir de l'énergie à sa lame à haute fréquence.

Retirer la colonne d'un adversaire permet aussi de remonter la jauge de vie et de PAC de Raiden.
Ce principe du "couper-prendre" est appelé "Zan-Datsu".
Outre son sabre et ses autres armes blanches principales (dont une grande lance à deux lames), Raiden peut aussi utiliser des armes secondaires, principalement des armes d'assaut telles des grenades ou un lance roquettes.
Le jeu comprend aussi quelques phases d'infiltration faisant écho aux autres opus de la saga. Lors de certaines phases, Raiden prend le contrôle d'un Gekko Nain pour attaquer les ennemis sans se faire repérer. Il est aussi possible de s'approcher sans bruit dans le dos d'un ennemi et de le tuer furtivement, soit via le Mode katana, soit via une action contextuelle.